# Adam Thomas
Adam Thomas (Hamilton, 1º aprile 1992) è un calciatore neozelandese, difensore o centrocampista dell'Eastern Suburbs.

## Caratteristiche tecniche
Mediano, può giocare anche come difensore centrale.

## Palmarès

### Club

#### Competizioni internazionali
- OFC Champions League: 1

Auckland City: 2010-2011